# 陈岗
參數所指定的目標頁面不存在，建議更正成存在頁面或直接建立下列一個頁面（建立前請先搜尋是否有合適的存在頁面可以取代）：
- 陈岗 (作家)

陈岗（1958年4月—），吉林大学教授，原吉林大学副校长。中华人民共和国教育部第三批“长江学者”特聘教授。

## 生平
1982年毕业于吉林大学物理系， 1984年吉林大学获硕士学位，1987年12月获博士学位，1990年至1994年在田纳西大学及橡树岭国家实验室从事博士后研究。1994年起在吉林大学工作，2010年6月至2017年7月任吉林大学副校长。